# Erantis (art)
Erantis (Eranthis hyemalis), eller have-erantis, er en lav, fladedækkende flerårig urt af den type, man ofte kalder "knoldplanter". På grund af den meget tidlige blomstring plantes den i haverne, hvor den betragtes som én af de tidligste forårsbebudere. Hele planten er giftig.

## Beskrivelse
Erantis er en flerårig, urteagtig plante med en lav, fladedækkende vækst. De tre stængelblade sidder kransstillet øverst på den korte, oprette stængel. De er hånddelte med 5 lapper, der er smalt elliptiske og helrandede med en tydelig spids. Det enlige, grundstillede blad ses først efter afblomstringen. Det er ligeledes hånddelt med 5 lapper. Begge bladsider er græsgrønne, men oversiden er præget af den fremhævede midterribbe. Blomstringen sker i januar-marts, og den består af en grøn-brun, opret og hul, glat stængel med tre højblade under den forholdsvis store, gule blomst med seks gule bægerblade. Kronblade mangler. De grundstillede blade er langstilkede og runde eller hjerteformede med 5-7, hånddelte lapper. Frugterne er tørre kapsler med frø, som modner godt og spirer villigt i Danmark.
Rodnettet består af den vandrette jordstængel ("knolden") med talrige trævlerødder. 
Højde x bredde og årlig tilvækst: 0,05 x 0,05 (5 x 5 cm/år), heri ikke medregnet de puder, som planten danner med tiden. Målene kan bruges til beregning af planteafstande i fx haver.

## Hjemsted
Planten dyrkes i haver, men er naturaliseret i Danmark, hvor den findes i østdanske skove og parker. Centraleuropa er dens oprindelige hjemsted, hvor den vokser på lyse og varme steder i ege-avnbøgeskove, langs skovkanter og på græsningsarealer, men den er sjælden overalt i sit oprindelige område. Planten betragtes som et relikt fra tertiærtiden. 
I skove, domineret af ahorn, nær Bohor i Gorjanci bakkerne på den lave del af  Konjiška-bjergene i det østlige Slovenien, vokser arten i samfund, der er delvist alpint og delvist dinarisk præget, sammen med bl.a. alm. guldstjerne, alm. milturt, vintergæk, desmerurt, dorotealilje, hulrodet lærkespore, hvid kornstjerne, knoldet kulsukker, langstilket lærkespore, nibladet springklap, plettet arum, ramsløg, tobladet skilla og vedvarende måneskulpe
| Portal | Portal:Botanik |

## Note
1. ↑  Petra Košir: Maple forests of THE montane belt in the western part of the Illyrian floral province (Webside ikke længere tilgængelig) (engelsk)